# Лопес, Сантос
Са́нтос Ло́пес (исп. Santos López, 1914—1965) — никарагуанский революционер, член армии Сандино, один из основателей СФНО. 29 февраля 1984 года удостоен звания Национальный герой (посмертно).

## Биография
Родился в бедной семье, с восьмилетнего возраста работал разнорабочим, затем поступил на шахту. В 12 лет примкнул к партизанской группировке «Ангельский хор» (исп. Coro de Ángeles), состоявшей из детей и подростков, первое время был водоносом у партизан. В 17 лет был назначен командиром этой группировки, с непосредственным подчинением Аугусто Сандино. В 1933 году получил звание полковника. В феврале 1934 года входил в состав делегации сандинистов на переговорах с президентом страны Хуаном Баутистой Сакасой, после которых Сандино был схвачен и расстрелян. Солдаты Национальной гвардии пытались арестовать и Лопеса, однако ему удалось, отстреливаясь, скрыться.
При формировании в 1961 г. Сандинистского фронта национального освобождения Лопес был привлечён к созданию организации как военный специалист и живая связь новых революционеров с традицией партизанского революционного движения в стране. Как военный специалист Лопес выступал в качестве инструктора по организации партизанского движения. Умер на Кубе от рака легких.